# KS Gramozi Erseka
Klub Sportive Gramozi Erseka is een in 1925 opgerichte Albanese voetbalclub uit Ersekë in de prefectuur Korçë.

## Geschiedenis
De club werd in 1925 opgericht en speelde lange tijd in de lagere competities van het Albanese voetbal. In 2008 werd de club kampioen in de Kategoria e Dytë. Het jaar daarna bereikte de club de play-offs voor promotiewedstrijden door vierde te worden in de Kategoria e Parë. Ten koste van KS Bylis bereikte Gramozi Ersekë in 2009 voor het eerst in haar geschiedenis de Kategoria Superiore. Het verblijf was echter van zeer korte duur want de club eindigde op de laatste plaats in het seizoen 2009/10. In 2012 degradeerde de club naar het derde niveau. 
Groep A (noord): Arnisa · Bulqiza · Eagle · Kinostudio · Klosi · Shënkolli · Përmeti · Prestige

Groep B (zuid): Albpetrol · Gramozi · Himara · Këlcyra · Osumi · Skrapari · Tepelena